# Taj-hszü
Taj-hszü (Taixu) (kínai: 太虛), 1890-1947) buddhista újító, aktivista, gondolkodó, aki a kínai buddhizmus megújítását támogatta.

## Élete
Taj-hszü (Taixu) Hajning városban született Lü Pej-lin (Lǚ Pèilín) (呂沛林) néven 1890-ben. Szülei fiatal korában meghaltak, így a nagyszülei nevelték. 16 éves korában a kínai csan buddhizmushoz tartozó linji iskola papnövendéke (srámanera) lett a Hsziao Csiu-hua (Xiao Jiǔhuá) (小九華寺/小九华寺) templomban, Szucsou (Suzhou) városban. Hamarosan felvette a Taj-hszü (Taixu) dharma nevet, amelynek jelentése „nagy üresség”. 1909-ben Nanking (Nanjing)ba utazott, hogy csatlakozzon a Szútra Faragó Szövetséghez, amelyet a világi buddhista, Jang Zsen-san (Yang Renshan) alapította.
Kang Ju-vej (Kang Youwei), Liang Csi-csao (Liang Qichao), Tan Szi-tung (Tan Sitong) és Csang Taj-jen (Zhang Taiyan) politikai írásainak hatására Taj-hszü (Taixu) a buddhizmus megreformálásával kezdett foglalkozni. 1911-ben Kuang-csou (Guangzhou) városban kapcsolatba került a Csing-dinasztia megbuktatására szövetkező forradalmárokkal és titkos szervezetekkel is kapcsolatot ápolt. A Kínai Köztársaság megalapítása után Taj-hszü (Taixu) megalapította a Buddhizmus Fejlesztéséért Szervezet-et (fo-csiao hszie-csin huj (fójiào xiéjìn hùi), 佛教協進會/佛教协进会), amely rövid életűnek bizonyult a konzervatív buddhisták támadásai miatt. Ezt követően hároméves elvonulásra ment a Putuo-hegyre az első világháború kirobbanását követően.

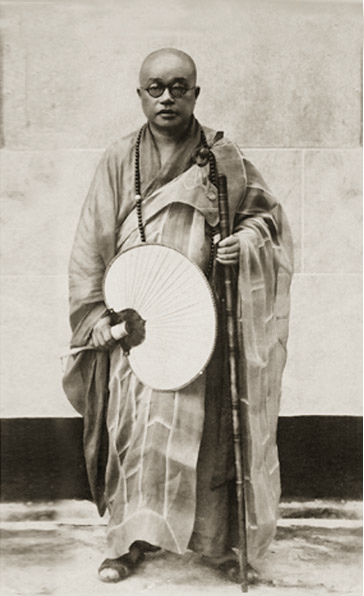
Taj-hszü (Taixu) hagyományos szerzetesi ruhában (kaszája)

Később egészen a haláláig a kínai buddhizmus megreformálására törekedett, amelyből nagyon kevés dolog valósult meg a kor gazdasági és politikai viszontagságai és a háborúk következtében. 1947. március 14-én halt meg a Jáde Buddha templomban (jü-fo szi (yùfó sì), 玉佛寺), Sanghajban.

## Buddhista modernizmus
Taj-hszü (Taixu) a kínai buddhizmus forradalmi aktivistája volt és egyben buddhista modernista, aki a tanításokat úgy kívánta adaptálni, hogy terjeszteni lehessen a világ minden tája felé. Az egyik nagy projektje a szangha átszervezése volt. Szerette volna lecsökkenteni az egyházi szerzetesek számát, akik hivatalosan terjesztették volna a buddhizmust. Ez az elképzelés annak a víziónak a részét képezte, hogy a korában népszerű Tiszta Föld buddhizmusban szereplő kozmológiai Tiszta Föld-et szerette volna megvalósítani itt a Földön.
A buddhista modernistákhoz hasonlóan Taj-hszü (Taixu)t is érdekelte a kulturális fordítás (a buddhizmus elmagyarázásának egyik módszere), hogy a nem buddhisták jobban megértsék a hagyomány összetettségét. Például a "Tudomány és a buddhizmus" című művében Taj-hszü (Taixu) úgy fordítja le Buddha tanítását, hogy minden vízcseppben 84 ezer mikróba él, és ugyanígy a mi világunkon belül is sokkal több világ létezik. Erősebb mikroszkópok használatával ezek megfigyelhetővé is válhatnak. Írásaiban összekötötte azt a tudományos megállapítást, hogy a tér végtelen és nincs közepe, a buddhista szútrák azonos tanításaival. Taj-hszü (Taixu) azonban nem hitt abban, hogy csupán a tudomány által lehetséges volna a megvilágosodás. Úgy tartotta, hogy a buddhizmus tudományos, mégis túlmutat a tudományon. A buddhista modernistákhoz hasonlóan elítélte a babonát - elsősorban a hiedelmet egy teremtő Istennel és a vélt valósággal kapcsolatban.
Szerinte a tudományok csak az anyagi létezéssel kapcsolatos jelenségeket képesek megmagyarázni, amely által a valóságnak csak egy részét lesznek képesek elénk tárni.

## A kereszténységgel való kapcsolata
Taj-hszü (Taixu) a kereszténység hatására kívánta megreformálni a buddhista szanghát. Taj-hszü (Taixu) látta a keresztény segélyszervezetek sikereit és ezt a stílus kívánt átültetni a buddhizmusba is. Az általa létrehozott rövid életű szervezetekben a világi buddhisták nyújtottak segítséget a beteg, a szegény és más szenvedő embereknek. A keresztény filozófiát illetően azonban kritikus volt, ugyanis szerinte az nem kompatibilis a modern tudományokkal és kudarcot vallott a gazdasági elnyomás elkerülésében Európában a két világháború idején. Taj-hszü (Taixu) nyugati kritikusai szerint Taj-hszü (Taixu) nem volt alaposan felkészült a keresztény filozófiával kapcsolatban.